# Атанас Зафиров
Атанас Зафиров Зафиров е български политик от БСП, заместник министър-председател без портфейл в кабинета на Росен Желязков.

## Биография
Атанас Зафиров е роден в Бургас през 1971 г. Завършва български език и история (1989 – 1994) в университета във Велико Търново. Притежава магистърски степени по национална сигурност от Военната академия „Г. С. Раковски“ (2017 – 2019) и финанси от ВТУ „Св. св. Кирил и Методий“ (2005 – 2007). Завършва множество професионални квалификации по политология и политически мениджмънт в Нов български университет, Българското училище за политика, Института за социална интеграция и Московската школа за политически изследвания. Работи в сферата на частния бизнес и местното самоуправление.[източник? (Поискан днес)]

## Политическа кариера
Атанас Зафиров е народен представител в 42-рото, 43-тото, 45-ото, 46-ото, 47-ото, 48-ото, 49-ото, 50-ото и 51-вото народно събрание. Бил е член на комисиите по отбрана, вероизповедания, борба с корупцията и парламентарна етика, както и на Комисията за контрол над специалните служби. В 46-ото и 47-ото НС е председател на Комисията по отбрана, а в 48-ото НС е ротационен председател на Комисията за контрол на специалните служби. Също така е заместник-председател на парламентарната група.
Три мандата е делегат в Парламентарната асамблея на НАТО и три мандата председател на групата за приятелство с Армения в НС. За дейността си е отличен с Медал на благодарността, връчен му лично от президента на Армения.[източник? (Поискан днес)]
На 16 януари 51-вото народно събрание го избира за заместник министър-председател без портфейл в кабинета „Желязков“.
На 16 февруари е избран на втори тур за редовен председател на БСП – Обединена левица (БСП – ОЛ), след като дотогава е бил временно изпълняващ длъжността, след оставката на Корнелия Нинова.